# Rtkovo
Rtkovo (srbsky Ртково) je vesnice ve východní části Srbska, administrativně spadající pod opštinu Kladovo. Leží na břehu veletoku Dunaje nedaleko po proudu za Kladovem a za soutěskou Železná vrata. Na druhé straně veletoku se na rumunském území rozkládá obec Bistrița.
Rtkovo je nejvýchodnější vesnicí lokality Dunavski ključ (meandr Dunaje na hranici Srbska a Rumunska jihovýchodně od Kladova).
Z národnostního hlediska je obyvatelstvo v drtivé většině srbské národnosti (přes 88 %). Zastoupeni jsou jako národnostní menšina také Vlaši. Vzhledem k odlehlosti od větších měst zde nicméně prudce klesal v posledních desetiletích počet obyvatel (roku 2011 zde žilo 827 osob). Ještě v polovině 20. století zde ale žilo přes patnáct set lidí.
Vesnice má nízkou zástavbu. Jediná významnější silniční komunikace, která tudy prochází je okresní silnice z Kladova do Milutinovace. Většina lidí se v obci živí zemědělstvím, průmysl a služby jsou zastoupeny minimálně, téměř vůbec.